# Mathieu de Brisacier
Mathieu de Brisacier (ur. 1641, zm. pod koniec 1686 we Florencji) – francuski szlachcic i oszust, podający się za syna Jana III Sobieskiego.
Syn sekretarz królowej Anny Austriaczki Guillaume'a de Brisaciera i Madeleine de Garsanlan, urodził się w 1641 roku.
Zgodnie z relacją François-Timoléona de Choisy'ego Brisacier przybył do Warszawy w 1676 r. przedstawiając się jako sekretarz królowej Marii Teresy i przekonywał Sobieskiego, że jest jego synem spłodzonym w czasie paryskich studiów późniejszego króla. Oszust przywiózł ze sobą list od francuskiej królowej z prośbą, aby Sobieski u króla Ludwika XIV starał się dla Brisaciera o parostwo i księstwo oraz weksel na sto tysięcy talarów. Sobieski zastosował się do prośby Marii Teresy i napisał list do Ludwika XIV. Dopiero po otrzymaniu listu Sobieskiego na dworze francuskim przeprowadzono śledztwo i odkryto, że Brisacier nadużył pozycji sekretarza, ponieważ list z podpisem królowej został jej podsunięty w chwili nieuwagi. Za sfałszowanie dokumentów został uwięziony w Bastylii, a po zwolnieniu wyjechał z Francji i ponoć osiadł w Moskwie, gdzie zmarł.
Według markizy de Sévigné Brisacier nie uważał się za syna Sobieskiego, a jedynie dalekiego krewnego. Według jej relacji Brisacier twierdził, że jego przodek pochodził z wielkopolskiego rodu Brisacierskich i wyjechał z Polski w 1574 r. z Henrykiem Walezym.